# George Washington Whistler
George Washington Whistler (1800 -1849) foi um proeminente engenheiro civil norte-americano na primeira metade do século XIX. Foi um construtor de locomotivas a vapor cuja empresa produziu as primeiras locomotivas a vapor nos Estados Unidos, conhecidas por terem sido equipadas com apitos. Em 1842 foi contratado pelo governo russo como engenheiro consultor do caminho de ferro Moscovo-São Petersburgo, a primeira implementação em larga escala do transporte ferroviário na Rússia. A linha ferroviária, conforme planeado, tinha 644 km de comprimento e foi construída entre 1842 e 1851. Uma das influências importantes de Whistler foi a introdução da treliça Howe para as pontes ferroviárias russas. Isto inspirou o conhecido engenheiro russo Dmitrii Ivanovich Zhuravskii (1821-1891) a realizar estudos e a desenvolver técnicas de análise estrutural para pontes de treliça Howe.
Whistler foi pai de James McNeill Whistler, o famoso artista americano. A mãe de Whistler , um retrato de Anna Whistler (sua segunda esposa), por seu filho, James McNeill Whistler , está entre as pinturas mais famosas da arte americana.

## Obras
- Whistler, G. W., Faden, W., & United States. (1838). The British colonies in North America. (Message from the President of the United States, transmitting the information required by a resolution of the House of Representatives of the 28th May last, in relation to the boundary between the United States and Great Britain.)
- Swift, McNeill and Whistler, G.E., Reports of the Engineers of the Western Railroad Corporation,1838, Springfield, MA, Merriam, Wood and company.
- Western Rail-Road Corporation., Whistler, G. W., & Massachusetts. (1839). Extracts from the 39th chapter of the revised statutes, concerning rail roads. Springfield, Mass.: publisher not identified.
- Albany and West Stockbridge Railroad Company. (1842). Reports of the engineers of the Albany and West Stockbridge Rail-road Company: Made to the directors in 1840-1. Albany N.Y.: Printed by C. Van Benthuysen.
- Whistler, G. W., Crerar Manuscript Collection (University of Chicago. Library), & University of Chicago. (1842). Report to Count Kleinmichel on gauge of track to be used in the St. Petersburg and Moscow Railroad.
- Whistler, G. W., & Philadelphia & Reading Railroad Co. (1849). Report upon the use of anthracite coal in locomotive engines on the Reading Rail Road: Made to the president of the Philadelphia and Reading Rail Road Company. Baltimore: J.D. Toy. Report no Google Livros